# PAS Teheran Football Club
Il PAS Teheran Football Club è stata una squadra di calcio iraniana, con sede a Teheran.

## Storia
Il PAS Teheran venne fondato ufficialmente l'8 luglio 1963 come sezione calcistica della polisportiva PAS Cultural and Sport Club, ma esisteva già in forma non ufficiale dal 1953, come Sharbani F.C., per volontà di Mehdi Assadollahi, che ne fu anche il primo allenatore. Disputò il suo primo incontro ufficiale nel 1964 contro il Koroush.
Nella sua storia il PAS Teheran si aggiudicò 5 campionati ed un campionato d'Asia per club nel 1993, superando in finale i sauditi dell'Al-Shabab Club.
Sempre nel 1993 partecipò alla Coppa dei Campioni afro-asiatica, perdendo il titolo contro i marocchini del Wydad Casablanca.
Il 9 giugno 2007 il club venne sciolto e ricollocato ad Hamadan con il nome di PAS Hamedan Football Club.

## Palmarès

### Competizioni nazionali
- Campionato iraniano: 5

1976, 1977, 1991, 1992, 2003-2004
- Coppa Shahid Espandi 1979: 1

1979

### Competizioni internazionali
- Campionato d'Asia per club: 1

1992-1993

### Altri piazzamenti
- Campionato iraniano:

Secondo posto: 1970-1971, 1971-1972, 1997-1998, 2002-2003, 2005-2006
Terzo posto: 1973-1974, 1975-1976
- Coppa d'Iran:

Semifinalista: 1998-1999, 2002-2003
- Coppa dei Campioni afro-asiatica:

Finalista: 1993